# Маслов, Николай Георгиевич
Николай Георгиевич Ма́слов (1913 — 1976) — советский инженер-конструктор.

## Биография
Родился 15 (28 января) 1913 года в Москве. С 1930 года работал препаратором, чертежником, техником-механиком, помощником механика цеха, и. о. механика и механиком цеха 1-го ГПЗ имени Л. М. Кагановича в Москве.
В 1935—1940 годах студент МССИ имени И. В. Сталина.
В 1942 — 1944 годах инженер-конструктор, старший инженер, начальник экспериментальной мастерской в Экспериментальном НИИ металлорежущих станков (Москва). В 1944—1946 годах главный инженер станкозавода «Коммунар» в Лубнах (Полтавская область).
С 1946 года работал в КБ-11: старший инженер-конструктор, начальник отдела (1948), начальник сектора № 10 (1955), главный конструктор СКБ — первый заместитель главного инженера завода № 551.
Участник ядерной программы: начальник отдела, занимавшегося разработкой баллистического корпуса атомной бомбы.
С 1974 года на пенсии.
Умер 5 января 1976 года.

## Награды и премии
- Сталинская премия третьей степени (1951) — за участие в разработке бародатчика и системы приема давления.
- Сталинская премия второй степени (1953) — за разработку конструкции основных узлов изделий РДС-6с, РДС-4 и РДС-5
- орден Ленина (1956)
- три ордена Трудового Красного Знамени (1949, 1954, 1961).
- медали